# Dosithée (grammairien)
Pour les articles homonymes, voir Dosithée.
Dosithée (en grec ancien Δωσίθεος) est un grammairien grec qui a vécu à Rome au IVe siècle apr. J.-C.

## Biographie
Dosithée est l’auteur d’une traduction d’une grammaire latine en grec, conçue pour aider les habitants hellénophones de l’Empire à apprendre le latin. La traduction, qui prend d’abord la forme d’un mot à mot, se raréfie progressivement et disparaît finalement entièrement . La grammaire latine utilisée était fondée sur les mêmes autorités que celles utilisées par Charisius et Diomède, ce qui explique de nombreuses similitudes. Dosithée lui-même n’y a que peu contribué. Des exercices grecs et latins d’un auteur inconnu du IIIe siècle, qui devaient être appris par cœur et traduits, furent ajoutés à la grammaire. Ils sont une précieuse source d’informations sur la vie sociale de cette période mais aussi sur l’histoire de la langue latine. De ces Ἑρμηνεύματα (« Interpretamenta »), nous est parvenu le troisième livre, contenant des mots et des expressions de la vie courante (κατημερινὴ ὁμιλία). Une autre annexe regroupait des anecdotes, des lettres et des récits de l’empereur Hadrien, mais aussi des fables d’Ésope, des extraits d’Hyginus, une histoire de la guerre de Troie sous la forme d’un abrégé de l’Iliade, et un fragment d’un texte de droit, Περὶ ἐλευθερώσεων ("De manumissionibus").

## Éditions
- La grammaire est dans Heinrich Keil, Grammatici Latini, vii. et séparément (1871)
- Hermeneumata par Georg Götz (1892) (dans leCorpus glossariorum Latinorum, iii., par Gustav Loewe)
- Eduard Böcking (1832), qui contient l'appendix (y compris les fragments juridiques)[1]
- Dosithée - Grammaire Latine - Les Belles Lettres, 2005.